# Josef Fuchs
Josef Fuchs (13. ledna 1894 Praha – 5. února 1979 Praha) byl český architekt a stavitel.

## Život
V letech 1916 až 1920 vystudoval Vysokou školu uměleckoprůmyslovou v Praze, kde ho vedl Jože Plečnik, který své studenty vedl k tvorbě v duchu tradicionalismu, jenž sám preferoval. Fuchs ovšem tento styl brzy opustil a věnoval se moderně.
Počátkem dvacátých let 20. století, roku 1921, se na dva roky stal pracovníkem Pražského vzorkového veletrhu, který byl o rok dříve založen. Po odchodu z této společnosti se osamostatnil. Roku 1924 dostal nabídku, aby se zúčastnil architektonické soutěže na výstavbu areálu veletržních paláců. Výzvu přijal a navrhl objekt se dvěma vnitřními dvoranami, kterému hodnotící komise udělila třetí místo. Pro druhé kolo soutěže ale komise Fuchsovi doporučila, aby se spojil s architektem Oldřichem Tylem a podali společný návrh. Fuchs tak učinil a společný návrh Fuchse s Tylem nakonec komise vybrala k realizaci.
Zemřel roku 1979 v Praze. Pohřben byl na Břevnovském hřbitově.

## Dílo
Vedle Veletržního paláce navrhl Fuchs ještě například zimní stadion Štvanice, ozdravovnu a vily či rodinné domy.
- 1924–1928 – Palác Pražských vzorkových veletrhů (spolupráce Oldřich Tyl) – Dukelských hrdinů 530, Praha 7 – Holešovice
- 1928–1929 – vlastní vila – Na Úbočí 1395/7, Praha 8 – Libeň
- 1930–1932 – zimní stadión Štvanice a kavárna[4] – Praha 7 – Holešovice
- 1930 – vila prof. Josefa Solara – Na Pahoubce 1509/10, Praha 6 – Dejvice
- 1932 – vila Františka Munka (spolupráce Otakar Fischel) – Průhledová 1705/10, kolonie Na Babě, Praha 6 – Dejvice
- 1934–1935 – vila Karla Přerovského – Valčíkova 1453/1, Praha 8 – Libeň
- 1938 – rodinný dům – Neherovská 1921/22, kolonie Na Babě, Praha 6 – Dejvice
- 1938–1939 – rodinný dům – Nad Rokoskou 1900/6, Praha 8 – Libeň
- 1940 – ozdravovna pro zaměstnance firmy Kaliba, Praha 4 – Písnice